# Sessrúmnir
Dans la mythologie nordique, Sessrúmnir est à la fois le manoir de la déesse Freyja située dans le Fólkvangr, un champ où Freyja reçoit la moitié de ceux qui meurent au combat et aussi le nom d'un navire. Le manoir et le navire sont attestés dans l'Edda de Snorri écrite au XIIIe siècle par Snorri Sturluson.
Freyja était d'origine Vanir, c'est pour cela qu'elle recevait les guerriers qui se battaient pour défendre leurs biens et leurs familles au Sessrùmnir, contrairement à Odin dieu Asir qui préfèrent recevoir les guerriers morts au combat de manière plus violentes au Valhalla.

## Attestations
Sessrúmnir est spécifiquement mentionnée en tant qu'un manoir au chapitre 24 du livre Gylfaginning de l'Edda de Snorri.  De plus, Sessrúmnir est mentionné une seconde fois au chapitre 20 du livre Skáldskaparmál de l'Edda de Snorri. Finalement, Sessrúmnir est mentionné une troisième et dernière fois dans la liste de noms de navires au chapitre 75.